# Krokvattnet, Jämtland
Krokvattnet är en sjö i Strömsunds kommun i Jämtland och ingår i Ångermanälvens huvudavrinningsområde. Sjön har en area på 0,226 kvadratkilometer och ligger 699,6 meter över havet. Sjön avvattnas av vattendraget Gussvattenån.

## Delavrinningsområde
Krokvattnet ingår i det delavrinningsområde (715563-143243) som SMHI kallar för Utloppet av Krokvattnet. Medelhöjden är 728 meter över havet och ytan är 2,92 kvadratkilometer. Det finns inga avrinningsområden uppströms utan avrinningsområdet är högsta punkten. Gussvattenån som avvattnar avrinningsområdet har biflödesordning 3, vilket innebär att vattnet flödar genom totalt 3 vattendrag innan det når havet efter 309 kilometer. Avrinningsområdet består mestadels av skog (81 procent). Avrinningsområdet har 0,35 kvadratkilometer vattenytor vilket ger det en sjöprocent på 11,9 procent.